# 카를로스 가마라
카를로스 가마라(스페인어: Carlos Alberto Gamarra Pavón, 1971년 2월 17일 ~ )는 파라과이의 전직 축구 선수로 현역 시절 포지션은 센터백이었으며 2004년 하계 올림픽 은메달리스트이며 3번의 FIFA 월드컵 본선에도 출전했다.

## 국가대표팀
가마라는 1998년 FIFA 월드컵과 2002년 FIFA 월드컵에서 조국의 16강 진출을 이끌었으며, 2004년 하계 올림픽에는 와일드카드로 출전해 조국에 은메달을 선사했다. 그러나 2006년 FIFA 월드컵에서는 팀의 주장으로 출전했지만 잉글랜드와의 조별리그 1차전에서 전반 2분경 데이비드 베컴의 프리킥을 걷어내려다 공이 얼굴에 맞고 굴절되어 자책골을 허용하고 말았다. 이는 2006년 FIFA 월드컵 자책골 1호 선수인 것과 동시에 역대 최단시간 자책골이라는 불명예를 얻고 말았다. 이후 파라과이는 1승 2패로 조별리그에서 탈락했다. 가마라는 이 대회를 끝으로 국가대표팀에서 은퇴했다.

## 경력
- 1992년 하계 올림픽 국가대표
- 1993년 코파 아메리카 국가대표
- 1995년 코파 아메리카 국가대표
- 1997년 코파 아메리카 국가대표
- 1998년 FIFA 월드컵 국가대표
- 1999년 코파 아메리카 국가대표
- 2002년 FIFA 월드컵 국가대표
- 2004년 코파 아메리카 국가대표
- 2004년 하계 올림픽 국가대표
- 2006년 FIFA 월드컵 국가대표

## 같이 보기
- A매치 100경기 이상 출전한 축구 선수 명단